# Славів
Славів — село в Україні, у Житомирському районі Житомирської області, входить до складу Черняхівської селищної громади.
Розташоване за 10 км на захід від центру громади Черняхова на віддалі і та північний захід за 25 км від обласного центру — Житомира, до найближчої залізничної станції Горбаші — 11 км.

## Історія
На місці сучасного Славова в урочищі Кувдоби люди жили в добу скіфського періоду, періоду бронзи та ранньослов'янського періоду. За переказами село одержало назву на честь великої перемоги над ворогом.
Село згадується в письмових джерелах за 1650 рік. Воно в той час належало князю Стефану Немиричу.
На дорозі з села Славова в село Крученець з південно-західної сторони тече невеличкий рівчак. За рівчаком видніється 18 курганів-могильників, які зі слів найстаршого жителя села Задорожного Йосипа Микитовича є могили жителів села слов'яно-язичеського періоду, які були знищені в тогочасних війнах. Колись за його пам'яті їх було 36 і лишилась лише половина. Останні кургани розорані. Давно село називалось Ставів. Напевно навколо села були стави, а до наших днів лишились лише болота і заболочені місця. Він розповідав, що в урочищі Кувдоби стояла церква, яка пішла під землю, потонула ніби пам'ять про ті давні, героїчні для села і його жителів дні.
Нова церква в селі побудована в 1802 році на кошти прихожан. Село тоді відносилось до Давидівської волості Житомирського повіту Волинської губернії. До Славівського приходу відносились села Пекарщина (4 верстви), Мокренщина (4 верстви), Селянщина (2 верстви), Копельня і Млинок.
Жителі до реформи 1861 року були кріпаками поміщика Крушевського, який володів 1644 десятинами землі. Після реформи колишнім 124 кріпакам поміщика було відпущено на викуп 731 десятину землі. За це селяни повинні були платити щороку поміщикові 742 крб. 53 коп., аж до 1904 року включно. Ось таке звільнення селяни одержали після скасування кріпосного права. Навіть коли сума щорічного внеску була понижена на 30 %, то й це виявилось тягарем не посильним для селян.
Станом на 1885 рік у колишньому власницькому селі мешкала 321 особа, налічувалось 43 двори, існували православна церква, школа, постоялий будинок, відбувався щорічний ярмарок.
В 1872 році було побудовано і відкрите однокласне сільське училище, де 5 вчителів навчало 103 учні.
За переписом 1897 року кількість мешканців зросла до 670 осіб (337 чоловічої статі та 333 — жіночої), з яких 611 — православної віри.
На 1910 рік в селі Славів налічувалось 122 двори, з населенням 757 чоловік. Землі було 1644 десятини. Земля була розподілена на цей період так: поміщик Крушевський — 913 десятин, місцевий священик — 50 десятин, 4 великих господарі — 190 десятин, 20 середніх селянських господарств — 280 десятин, 196 бідняцьких господарств — 211 десятин.
Селяни, які не мали землі або мали її мізерну кількість, вимушені були працювати наймитами у багатих.
Весною 1919 року в селі створено сільревком, головою якого став Тихон Осипенко. В 20-х роках в селі створюється комнезам. За переписом 1922 року в селі Славов нараховувалось 222 двори з населенням 974 душі.
В грудні 1929 року, під час примусової колективізації, в Славові створюється колгосп ім. 12-річчя Жовтня. Його фундаторами були А.Крушевський, Д.Полюх, Ф.Сендер, І.Нетрибійчук, Й.Задорожний, В.Жир і ін.
В 1931 році село було майже повністю колективізоване. Але не обминув Славів і голод 1933 року. В селі померло майже 300 чоловік (зі слів тодішнього секретаря сільської Ради Якобчука Володимира Тимофійовича), траплялось людоїдство.
Страшної трагедії зазнали жителі села під час Німецько-радянської війни. Німці забирали у людей корів, свиней, птицю, теплий одяг, людей лишали голими й босими. До весни 1943 року дві третини жителів села було виселено в Барашівський район. З села було забрано 20 юнаків і дівчат на роботу в Німеччину (з них 5 чоловік не повернулось).
По звірячому був закатований житель села Марко Олексійович Романчук, який до цього працював головою сільради. Але славівці не корились нацистам. 10 чоловік пішли в партизани, з них два брати Ісаєви.
При відступі гітлерівці забрали з села всі коні, зламали всі с/г машини, вивезли насіння зернових і інших культур. В перші повоєнні роки поля оброблялись коровами і вручну. Але з кожним роком колгосп купував техніку, будував приміщення, почав поліпшуватись матеріальний стан колгоспників.
Колищній орган місцевого самоуправління — Селянщинська сільська рада.

## Відомі особи
При звільнені села від нацистів десятки людей були мобілізовані в Радянську Армію. З них 37 чоловік загинули. Нагороджені бойовими орденами — Й.Задорожний — орденами Червоної Зірки і Слави ІІІ ступеня, П.Баранівський — орденом Червоної Зірки, А.Протасевич — орденом Слави ІІІ ступеня.
Уродженець с. Славова Протасевич Володимир Олексійович під час Німецько-радянської війни мав військове звання полковника, командував 102 особливим полком зв'язку 48 армії, був нагороджений орденами Вітчизняної війни І ступеня, орденом Червоного Прапора, трьома орденами Червоної Зірки, багатьма медалями. В останні роки свого життя жив і працював в смт. Черняхів, де й помер. Похоронений на Черняхівському кладовищі.
- Голяченко Олександр Михайлович (1992—2014) — солдат Збройних сил України, командир мінометного розрахунку, учасник російсько-української війни.